# Središnja knjižnica Albanaca u Hrvatskoj
Središnja knjižnica Albanaca u Hrvatskoj (albanski: Biblioteka Qendrore Shqiptare) osnovana je 1994. godine od kada djeluje u okviru Knjižnice Bogdana Ogrizovića - Knjižnice grada Zagreba. Voditeljica knjižnice održava dopunsku nastavu na albanskom jeziku koja je
prilagođena različitim razinama znanja polaznika. Knjižnica djeluje kao središnja knjižnica albanske nacionalne manjine u Republici Hrvatskoj. Uz Središnju knjižnicu Rusina i Ukrajinaca u Hrvatskoj jedna je od dvije središnje manjinske knjižnice koje djeluju u okviru Knjižnica grada Zagreba.